# Ли, Лариса
Лариса Ли (род. 1 августа 1983, СССР) — казахстанская футболистка. Капитан сборной Казахстана по футболу. За сборную страны сыграла не менее 30 игр. Неоднократно становилась чемпионкой Казахстана в составе команд «Алма-КТЖ» и «БИИК-Казыгурт».